# Сінто (Ґумма)

36°26′25″ пн. ш. 138°58′53″ сх. д. / 36.44028° пн. ш. 138.98139° сх. д.
Сінто́ (яп. 榛東村, しんとうむら,) — село в Японії, в повіті Кіта-Ґумма префектури Ґумма. Створене 1889 року. 1958 року поглинуло села Сома та Момой. Станом на 1 жовтня 2007 площа села становила 27,94 км². Станом на 1 серпня 2008 населення села становило 14 273 осіб.